# Arbeiterkolonie Schederhof

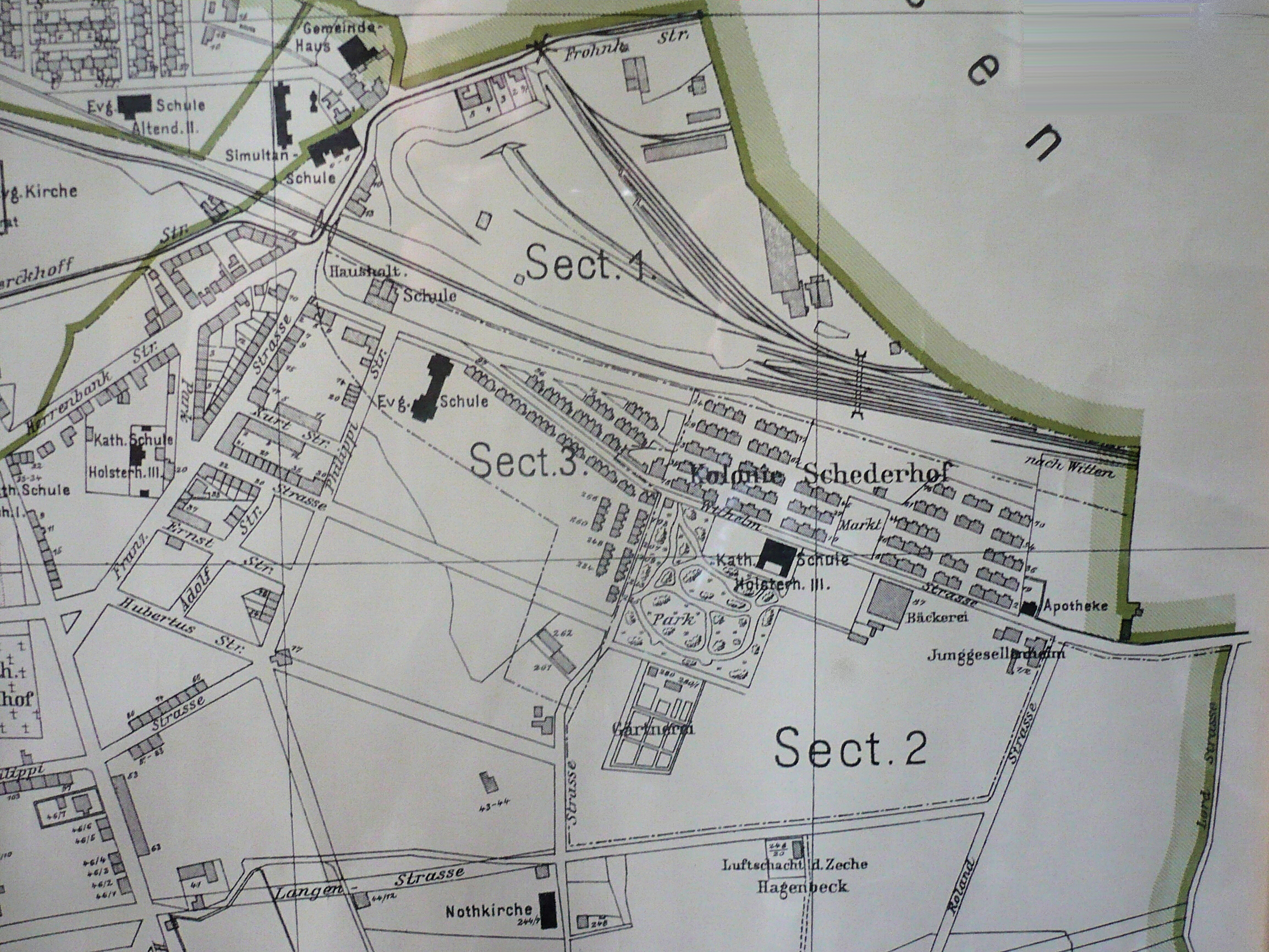
Arbeiterkolonie Schederhof auf einer Übersichtskarte der Bürgermeisterei Altendorf aus dem Jahre 1898 im Maßstab 1:5000; im Nordosten schließt sich die Krupp-Gussstahlfabrik im hier nicht dargestellten Stadtbezirk Essen an

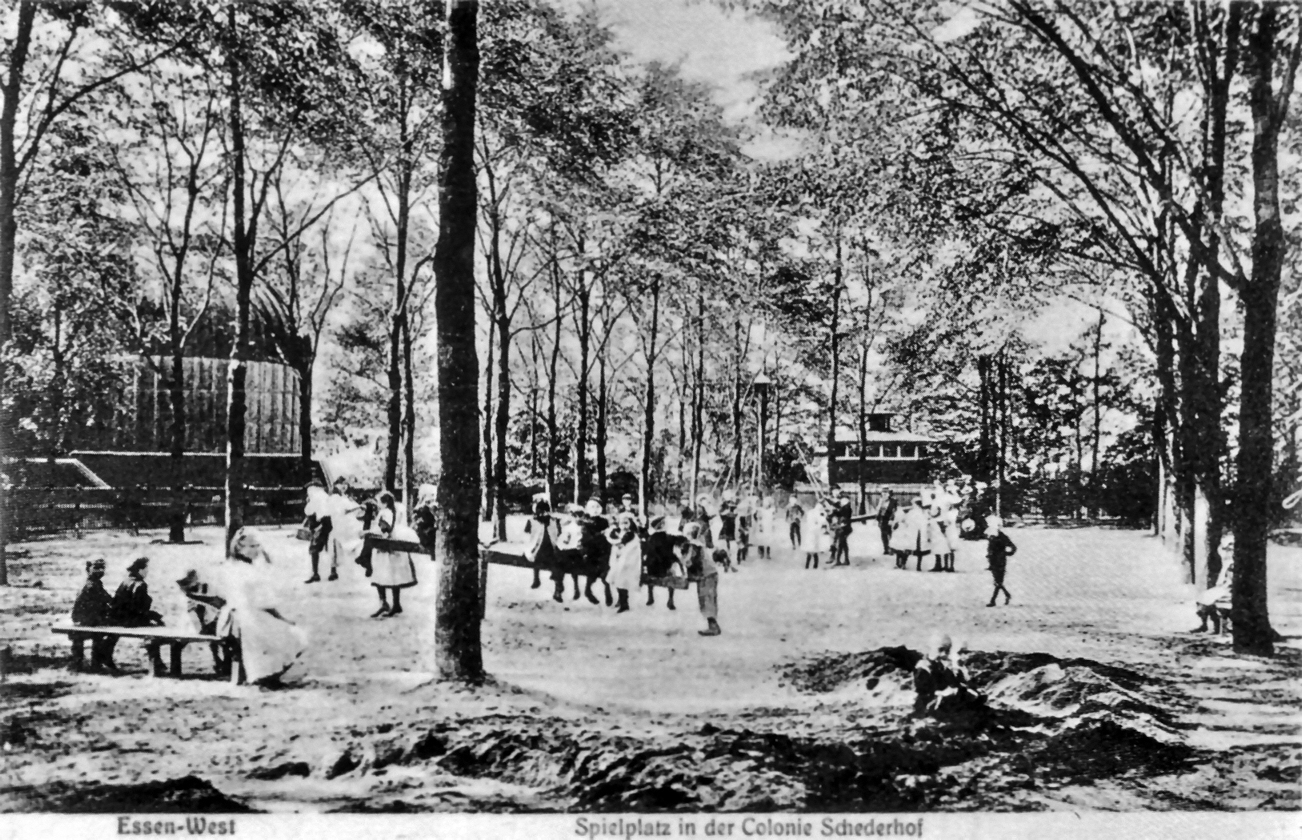
Spielplatz der Kolonie südlich der heutigen Schederhofstraße

Die Arbeiterkolonie Schederhof war eine frühe Arbeitersiedlung südwestlich der Kruppschen Gussstahlfabrik. 1873 durch die Firma Krupp (ab 1903 Friedrich Krupp AG) für ihre Arbeiter errichtet, lag sie bis zur Eingemeindung zur Stadt Essen im Jahr 1901 auf Holsterhauser Gebiet, das bis dahin zur Bürgermeisterei Altendorf gehörte.

## Geschichte
1704 fiel der Schederhof mit 25 Morgen Land durch ein Erbe an den römisch-katholischen Frauenorden Augustiner-Chorfrauen B.M.V. Der Hof wurde 1864 an Krupp verkauft.
Anfang der 1860er Jahre sah sich Alfred Krupp genötigt, für seine stetig steigende Zahl von Arbeitern seiner rasch expandierenden Gussstahlfabrik, auf dem Gelände des heutigen Krupp-Gürtels, selbst Wohnraum zu schaffen. Eine sich zuspitzende Wohnungsnot in Essen resultierte aus Zuwanderungen von Arbeitskräften für die kruppsche Industrie, aber auch den aufstrebenden Bergbau in der Region. Daraufhin richtete Alfred Krupp ein firmeninternes Baubüro unter der Leitung des Regierungsbaumeisters Gustav Kraemer ein.
Die Arbeiterkolonie Schederhof gehörte zu den ersten wohnungsbaulichen Aktivitäten der Firma Krupp, die mit der Errichtung zweier so genannter Meisterhäuser in den Jahren 1861/1862 und der Arbeiterkolonie Alt-Westend 1863 begann, und nach dem Ende der Gründerzeit 1874, nach dem Bau der Kolonien Nordhof, Schederhof, Baumhof und Kronenberg, aus finanziellen Gründen eingestellt wurde. Erst um 1891 begannen unter Friedrich Alfred Krupp neue Aktivitäten des kruppschen Wohnungsbaus in neuem Maßstab mit den Siedlungen Alfredshof und Altenhof.

## Die Kolonie Schederhof
Die durch den leitenden Architekten im kruppschen Baubüro, Julius Rasch, der auch zuletzt die Bauleitung der Villa Hügel innehatte, und Alfred Krupp entwickelte Arbeiterkolonie breitete sich auf einem eigens dafür erworbenen Gelände südlich der Kolonie Westend und südlich des Bahndamms der Bergisch-Märkischen Eisenbahnstrecke aus. Damit lag sie wenige hundert Meter von der Gussstahlfabrik entfernt, welche mithilfe einer Unterführung durch den Bahndamm erreicht werden konnte.
Zunächst wurde aufgrund höchster Wohnungsnot im Jahr 1873 der westliche Teil der Kolonie in einfacher Fachwerkbauweise errichtet. Die 70 Gebäude boten zusammen 270 Wohnungen zu zwei Räumen, also meist vier Wohnungen pro Haus. Sie wurden auch als Baracken bezeichnet. Die Gussstahlfabrik Fried. Krupp schreibt in der Essener Volkszeitung in ihrer Ausgabe vom 30. Januar 1873 aus: 

„Die Erdarbeiten, Maurer-, Zimmerer-, Dachdecker-, und Anstreicher-Arbeiten zum Bau von 270 Arbeiterwohnungen und einer Consum-Anstalt in der Colonie Scheederhof bei Essen sollen im Ganzen oder in getrennten Loosen im Wege der öffentlichen Submission vergeben werden. Zeichnungen, Kostenanschläge und Bedingungen liegen im Bau-Bureau I. der Gußstahlfabrik, Westendstraße, zur Einsicht offen und können von demselben gegen Erstattung der Kosten bezogen werden. Offerten sind versiegelt mit der Aufschrift "Submission auf Bauarbeiten für die Arbeiter-Colonie Scheederhof" portofrei bis zum 8. Februar einzusenden, an welchem Tage Vormittags 10 Uhr die Eröffnung derselben im B.-B- I. in Gegenwart der etwa erschienen Submittenten stattfinden wird.“

Im August 1915, während des Ersten Weltkriegs, mussten die Werksangehörigen, die in einem Wohnheim an der Hobeisenstraße der Siedlung Alfredshof lebten, in die Baracken des Schederhofs ziehen. Grund war, dass das Wohnheim, ein Saal des Restaurateurs Breuer, zu einem Reservelazarett für verwundete Soldaten umfunktioniert wurde. Im Essener Stadtplan des Jahres 1920 sind die Baracken im Schederhof bereits nicht mehr verzeichnet.
Ende 1873 kamen 82 Sechsfamilienhäuser mit zusammen 492 Wohnungen hinzu, welche aus zwei oder drei Räumen bestanden. Im Gegensatz zu den Vorgängerkolonien und den westlichen Baracken-Häusern waren hier die Mehrzahl der Wohnungen größer und mit Toilette versehen. Der größte Wohnbereich befand sich in dem Bereich zwischen der Wilhelmstraße, der heutigen Schederhofstraße, und der Bahnstrecke. Es handelte sich um parallele, bis zu dreigeschossige Häuserzeilen in bis zu fünf Reihen. Diese Reihen wurden etwa mittig durch einen von Bäumen gesäumten Marktplatz unterbrochen, auf dem ab 1881 mit Genehmigung der Regierung des Deutschen Kaiserreiches ein Wochenmarkt die Kruppsche Konsumanstalt abgehalten wurde.
Letztlich hatte die Kolonie Schederhof insgesamt 762 Mietwohnungen. Die Essener Volkszeitung gibt in ihrer Ausgabe vom 30. April 1876 an, dass in der Kolonie Schederhof 2379 Menschen wohnen, davon sind 1389 katholisch, 961 evangelisch und 29 andersgläubig. Separat ist die Einwohnerzahl der Baracken aus dem ersten Bauabschnitt mit 1125, davon 247 katholisch, 868 evangelisch und 10 andersgläubig angegeben.
Alle Gemeinschaftseinrichtungen, die umfangreichsten im bisherigen kruppschen Wohnungsbau, lagen überwiegend südlich der Wilhelmstraße. Dazu gehörten eine evangelische Schule, die katholische Volksschule Holsterhausen III, eine Haushaltsschule, eine Apotheke, ein Junggesellenheim sowie ein Postamt. Die Kruppsche Konsumanstalt, ein Verkaufsgeschäft für  Werksangehörige, besaß zudem eine Schlächterei, eine Bäckerei, einen Kohlenverkauf, eine Restauration mit Kegelbahn und Außenanlage und eine Kolonialwarenabteilung. Eine weitere Neuheit im kruppschen Wohnungsbau stellten die Schrebergärten am südlichen Ende, und ein größerer Park südwestlich der Kolonie dar.

## Heutiger Zustand
Von der ehemaligen Arbeiterkolonie sind keine Überreste mehr vorhanden. Nach dem Zweiten Weltkrieg entwickelte sich auf dem Gelände südlich der Schederhofstraße das heutige Gewerbegebiet. Nördlich dieser Straße liegt jetzt das Bahnbetriebswerk (Bw Essen Hbf).